# Siamo noi (programma televisivo)
Siamo noi è un programma televisivo di approfondimento sociale trasmesso da TV2000 dal 20 ottobre 2014, condotto da Gabriella Facondo con Simone Lombardo.

## Il programma
Nato sotto la direzione di Paolo Ruffini, direttore di rete da maggio 2014, ideato da Alessandro Sortino, con la firma di Dario Quarta, Siamo Noi si è inserito nella fascia pomeridiana del palinsesto di TV2000 con dirette quotidiane dal lunedì al venerdì dalle 15:20. L'intento della trasmissione è quello di raccontare "l'Italia della crisi e della speranza" attraverso storie, inchieste, collegamenti e ospiti in studio. La prima stagione è andata in onda da lunedì 20 ottobre 2014 a venerdì 26 giugno 2015 per un totale di 165 puntate. Condotto da Gabriella Facondo con Simone Lombardo.

## La conduttrice
Gabriella Facondo. Giornalista e autrice radiotelevisiva, ha ideato e condotto trasmissioni su cultura e società (RAI 3, RAI Educational, TV2000, Videomusic, Radio RAI 1, Radio RAI 3). Per l'emittente televisiva BBC2, ha raccontato agli inglesi l'Italia e gli italiani nel programma “Italy Inside-Out”. Appassionata di narrativa e cinema, ha collaborato con numerose testate giornalistiche nazionali, tra cui L'Espresso, Film TV e Avvenimenti. Traduttrice di romanzi e racconti dall'inglese, ha presentato nei maggiori festival e presso i maggiori istituti di cultura molti scrittori e scrittrici di fama 
internazionale. Mamma di due bambini, da sempre attenta ai valori e ai temi sociali, per TV2000, ha anche ideato e condotto “Le parole dei grandi – Grandi parole”, in cui sono stati i più piccoli a rivelarci la loro visione del mondo.

## Settima stagione
Per la settima edizione Siamo Noi si rinnova. Nuova scenografia, nuova formula, nuova organizzazione dei contenuti.  Non cambia la missione: affrontare i temi di attualità dando voce a quanti offrono riflessioni originali e soluzioni alternative, alla luce di competenze e esperienze innovative sul campo. È l’Italia dell’impegno civile, del terzo settore, dell’abitare solidale, dell’accoglienza diffusa, della sanità sostenibile e della cura dell’ambiente; che dialoga e non si arrende. L’intento in questa stagione è raccontare le fatiche e le speranze di un Paese chiamato ad affrontare una crisi economica e sociale dalla quale si può uscire solo tutti insieme. Stretta, come sempre, l’interazione social con i telespettatori e aggiornamenti in diretta.
Le autrici: Valeria Aloisio,  Eugenia Scotti, Elena Di Dio

## Speciali in prima serata

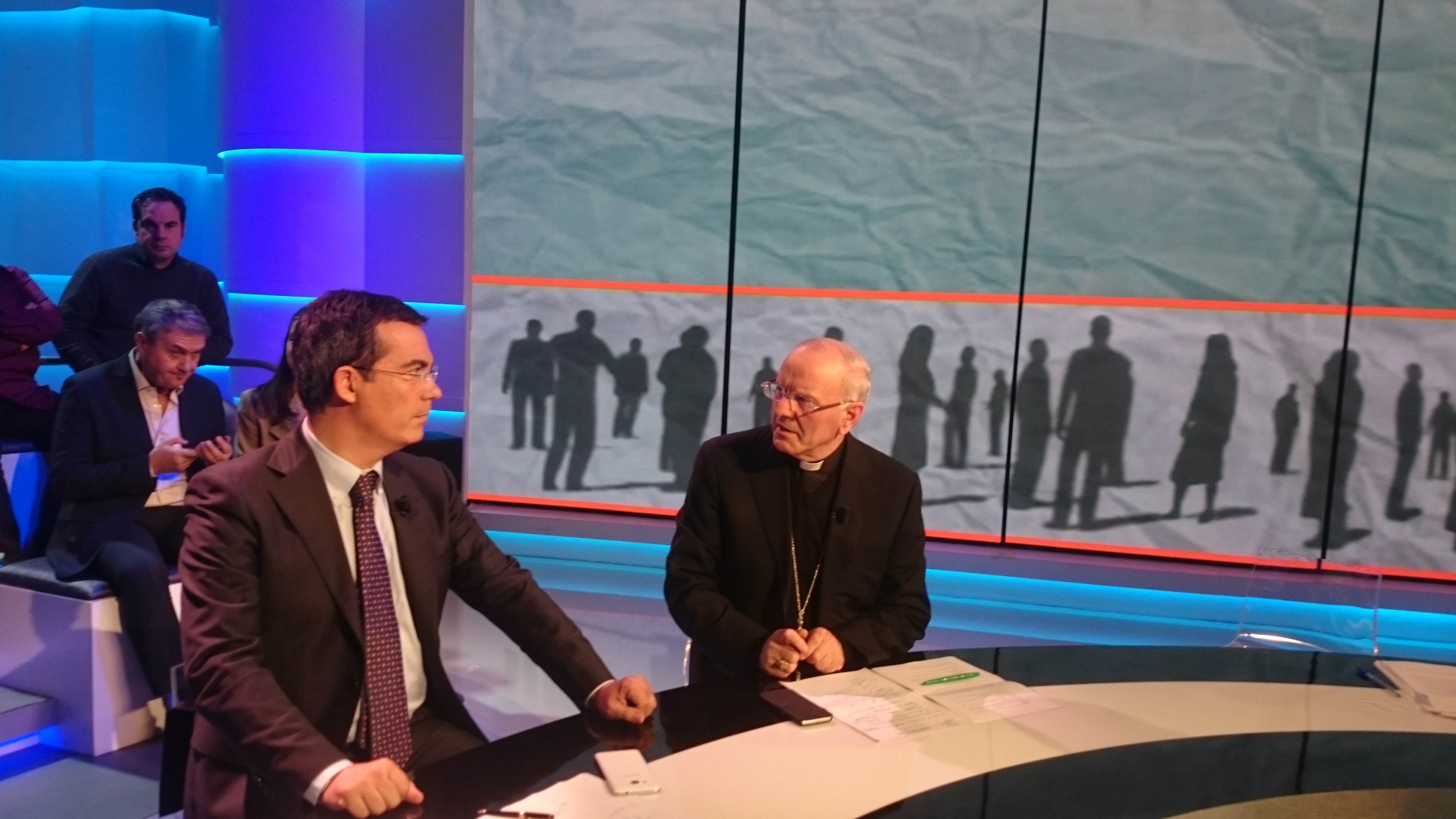
Giovanni Floris e Mons. Nunzio Galantino durante lo speciale del 13 novembre

Durante la seconda stagione di Siamo noi (2015 - 2016), sono stati preparati e messi in onda due speciali in prima serata il 6 e il 13 novembre 2015 per introdurre e commentare il quinto Convegno Ecclesiale Nazionale di Firenze, svoltosi nel capoluogo toscano dal 9 al 13 novembre 2015. Gli ospiti in studio del primo e del secondo speciale sono stati, tra gli altri: Monsignor Nunzio Galantino, Gianni Riotta, don Fabio Corazzina, Giovanni Floris. Durante lo speciale del 13 novembre è stata data in diretta la notizia degli attentati di Parigi.